# Biyouna
Biyouna, właściwie Baya Bouzar (ur. 13 września 1952 w Algierze) – algierska aktorka filmowa i piosenkarka. W 2006 roku była członkinią jury 28. Międzynarodowego Festiwalu "Films de Femmes" w Créteil (Francja).

## Wybrana Filmografia
- 1977: Leïla et les autres
- 2000: Le Harem de Mme Osmane jako Meriem
- 2004: Viva Algieria jako Papicha
- 2010: Czy jest jeszcze szynka? jako Houria Boudaoud
- 2011: La source des femmes jako Vieux Fusil
- 2013: Królowie ringu jako Fadela
- 2016: Nadal kryję się z paleniem

## Dyskografia
- 2001:"Raid Zone"
- 2007: "Blonde dans la Casbah".

## Życie prywatne
Jest siostrą piosenkarki Leïli Djezairii.